# 국제 꽃과 초록의 박람회

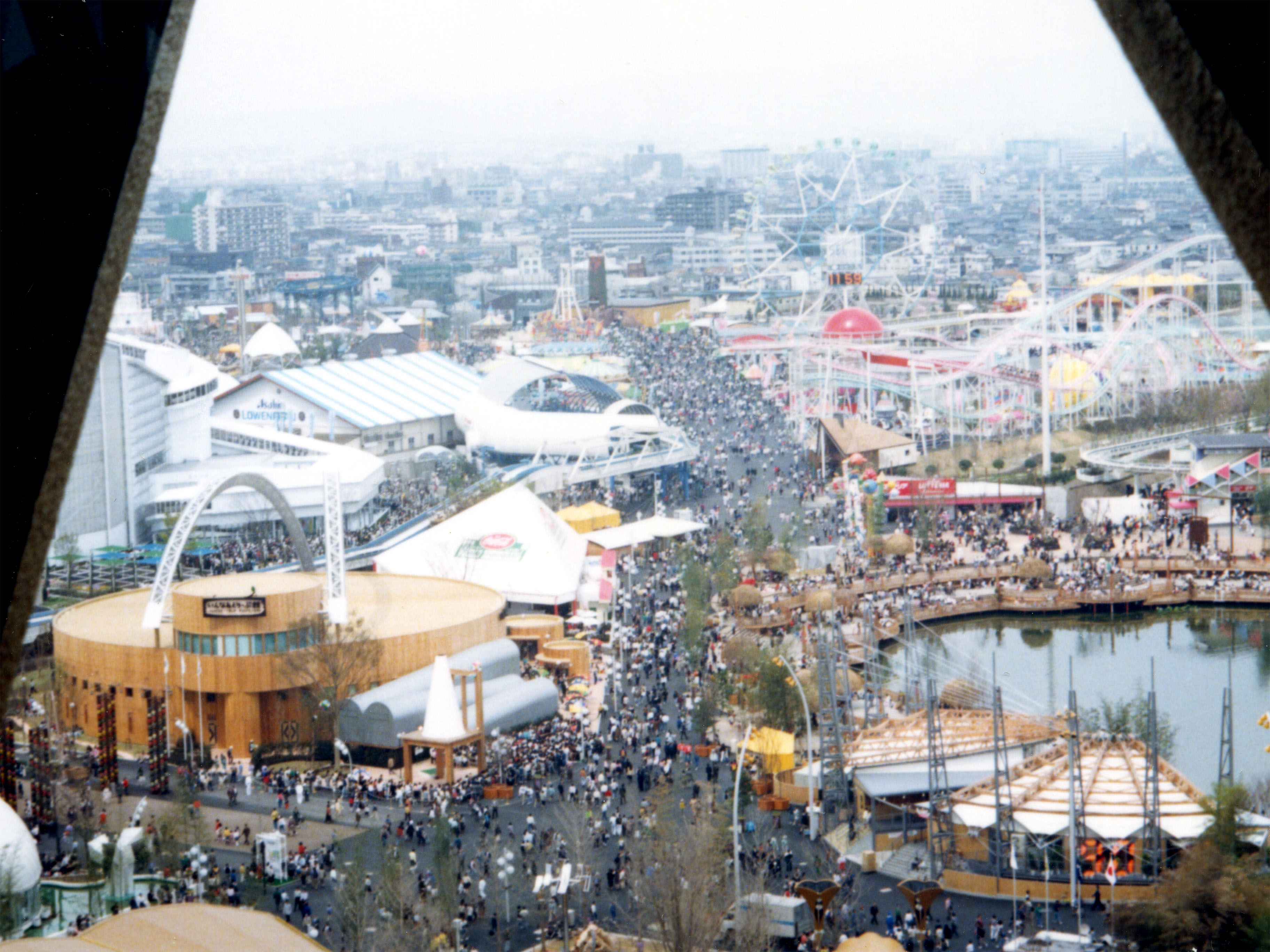
국제 꽃과 초록의 박람회

국제 꽃과 초록의 박람회(일본어: 国際花と緑の博覧会 고쿠사이하나토미도리노하쿠란카이[*])는 오사카부 오사카시 쓰루미구 및 모리구치시 걸쳐있는 쓰루미 녹지에서 1990년 4월 1일부터 9월 30일까지 열린 BIE인정 원예박람회이다. 일본을 포함한 83개국과 55의 국제기구, 212 기업 및 단체가 참여했다. 총 방문자 수는 2312만 6934명으로, 특별 박람회 사상 최고를 기록했다. 이 박람회에서, 코스모스상(Cosmos Prize)이 박람회조직위에 의해 제정되었다.